# Thomas Weigt
Thomas Weigt (* 16. Juli 1958 in Frankfurt am Main; † 2. April 2016 ebenda) war ein deutscher Journalist und Radio-Moderator.

## Leben
Nach Abschluss einer Lehre als Groß- und Außenhandelskaufmann 1979 begann Thomas Weigt bei RTL Luxemburg ein Volontariat in der Sendung „Hallo Nachtarbeiter“. In den 1980er Jahren wurde er vor allem im SFB-Hörfunkprogramm Guten Morgen Berlin bekannt. Bis Mitte der 1990er Jahre arbeitete er bei verschiedenen deutschsprachigen Radiosendern im In- und Ausland. Bis zu seinem Lebensende betrieb er ein eigenes Internet-Radio.
Ab Mitte der 1990er Jahre war er als freier Journalist in London tätig. 2014 kehrte er nach Frankfurt zurück, wo er bis zu seinem Tode als freier Journalist arbeitete.
Thomas Weigt verstarb am 2. April 2016 in Frankfurt an den Folgen eines Herzinfarkts. Er wurde anonym beigesetzt.

## Tabellarischer Lebenslauf
| 1979–1980 | Volontariat RTL Luxemburg, Rundfunk-Redakteur                                                     |
| 1980–1981 | Redakteur SR Europawelle, Saarbrücken                                                             |
| 1981–1990 | Redakteur und Moderator WDR 2, HR 1, Südfunk, Radio Bremen, AFN, RIAS, Radio Brenner, Radio Adria |
| 1981–1990 | Hauptsender: SFB, Berlin                                                                          |
| 1990–1994 | Radio Monte Carlo, Monaco                                                                         |
| 1995–2009 | Freier Journalist, London                                                                         |
| 2011–2016 | Freier Journalist und Redakteur                                                                   |